# Militärflugplatz Nancy-Ochey

i7
i11
i13
Die Base aérienne 133 Nancy-Ochey (B.A. 133) ist ein Militärflugplatz der französischen Luftstreitkräfte (Armée de l’air). Die Basis liegt in der Region Grand Est im Département Meurthe-et-Moselle zwischen Ochey im Westen und Thuilley-aux-Groseilles im Osten, zirka 13 km südlich Touls. Sie ist eine Heimatbasis von Dassault Mirage 2000D Mehrzweckkampfflugzeugen.

## Geschichte
Die Basis wurde im Herbst 1915 während des Ersten Weltkrieges eröffnet, das erste landende Flugzeug war eine Bréguet Michelin V, mit dem auch die ersten hier liegenden Staffeln bis 1917 ausgerüstet wurden. Die Basis lag damals weniger als 40 km von der Grenze zu Deutschland entfernt und der damals deutsche Militärflugplatz Metz-Frescaty befindet sich lediglich gut 50 km nördlich. Der Flugplatz war einer der wichtigsten in der Gegend, er wurde 21 Mal Ziel deutscher Luftangriffe. Ab 1917 wurde der Flugzeugpark modernisiert und kurz vor Kriegsende fanden Besuche von Präsident Poincaré und US-General Pershing statt. Nach Kriegsende endete die fliegerische Nutzung.
Zu Beginn des Zweiten Weltkrieges reaktiviert, beherbergte der Flugplatz das östliche Einsatzhauptquartier und eine Handvoll Jagdflugzeuge Morane 406 sowie später Potez 63. Nach der Kapitulation Frankreichs am Ende des Westfeldzugs der deutschen Wehrmacht wurde Nancy-Ochey ein Fliegerhorst der Luftwaffe, allerdings erst ab April 1943. Hier lagen bis September 1944 Luftlandegeschwader, zunächst bis Juni bzw. Mai 1943 Stab und I. Gruppe des Luftlandegeschwaders 2 (S. und I./LLG 2), die mit He 111 Schleppflugzeugen und Go 242 Lastenseglern ausgerüstet waren. Ab September 1943 waren es Stab und III. Gruppe des Luftlandegeschwaders 1 (S. und III./LLG 1) mit Do 17 und DFS 230, wobei die Gruppe allerdings nur bis Februar 1944 in Ochey lag. Hinzu kamen zwischen Frühjahr und Juni 1944 Bf 109G der III. Gruppe des Jagdgeschwaders 26 (III./JG 26). Nach Beginn der alliierten Invasion in der Normandie wurden die Jäger durch die I./LLG 2 abgelöst. Hinzu kamen im August/September 1944 He 111 des I. Gruppe des Kampfgeschwaders 53 (I./KG 53), die als Trägerflugzeuge für im Flug abgeschossene V1 Marschflugkörper dienten.

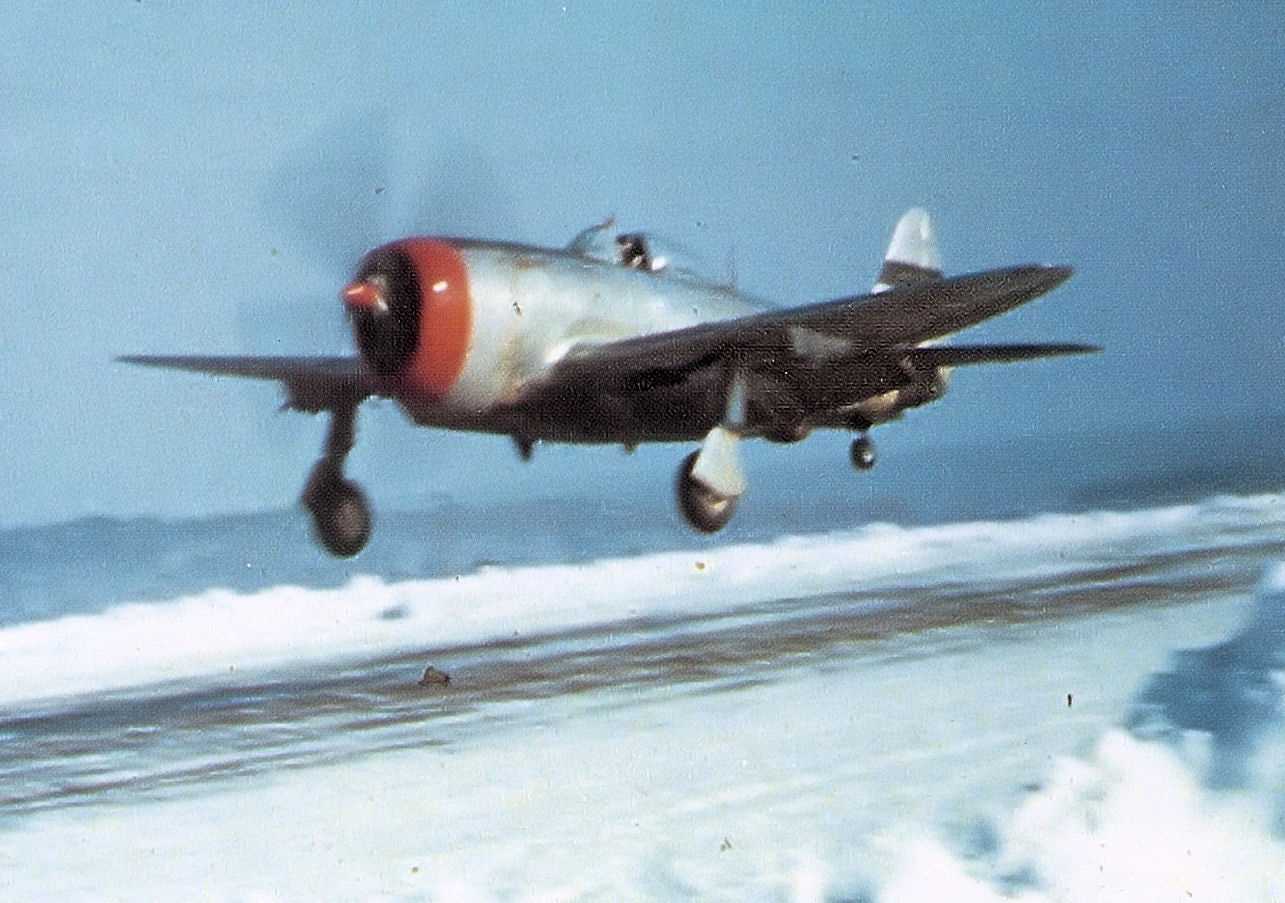
P-47, 50th FG, 1944

Der Flugplatz wurde am 20. August 1944 von der vorrückenden US-Army eingenommen. Die Ninth und Twelfth Air Force der United States Army Air Forces (USAAF) nutzten den von den Alliierten als Advanced Landing Ground ALG A-96 bezeichneten Platz nach notdürftigen Reparaturen ab Anfang November 1944 als Stützpunkt verschiedener Jagdgruppen: Die P-47 Thunderbolt der 50th Fighter Group flogen von Nancy ihre Einsätze bis April 1945, verstärkt ab März von der 27th Fighter Group. Daneben lag hier über den Winter 1944/1945 mit der 415th Night Fighter Squadron eine Staffel Beaufighter Nachtjäger.
Nach Kriegsende nutzte die USAAF Nancy-Ochey als Sammelplatz von sie interessierenden deutschen Beuteflugzeugen; der deutsche Flugzeugbau hatte gegenüber den Amerikanern damals einen mehrjährigen Technologievorsprung. Nach Beendigung dieser als Operation LUSTY (für „Luftwaffe Secret Technology“) bezeichneten Aktion wurde der Flugplatz Anfang November 1945 an die Franzosen zurückgegeben.
Die Basis wurde ab 1950 komplett neu errichtet. Die frühere Ost-West-Piste (07/25) wurde durch die jettaugliche heutige Start- und Landebahn ersetzt und später kamen eine Reihe Shelter hinzu. In den ersten Jahren des Kalten Krieges war die Basis eine sogenannte NATO Dispersed Operating Base, die die in Frankreich in den 1950er und 1960er Jahren stationierten Kampfflugzeuge der United States Air Force nutzten.

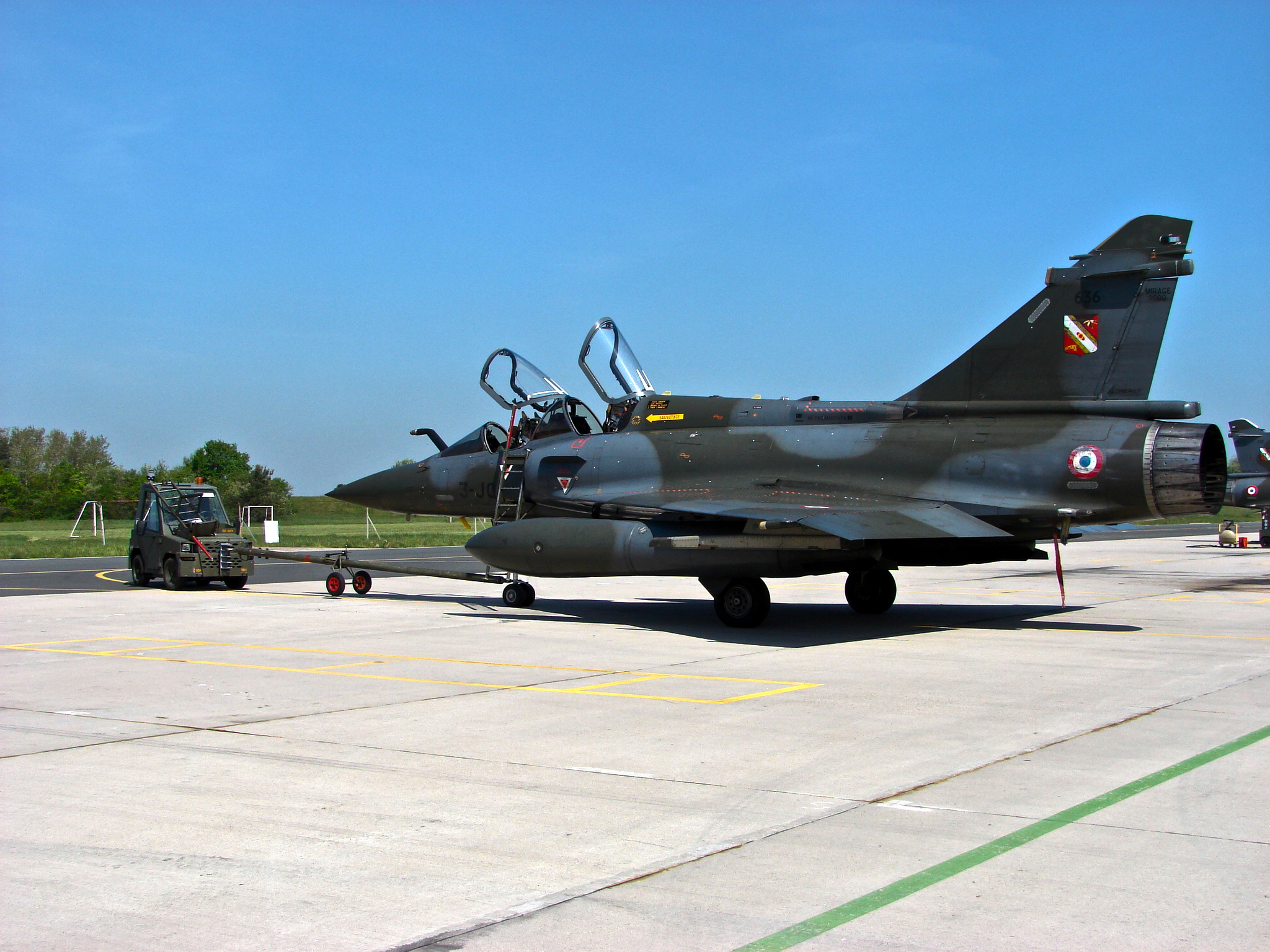
Mirage 2000D, EC 2/3, 2007

Mit den Mystère IV der 8. Escadre de chasse, die später in 7. Jagdstaffel umbenannt wurde, begann im August 1961 erneut die Nutzung durch die französischen Luftstreitkräfte, die im Januar 1962 ihre heutige Bezeichnung erhielt. Ende August 1967 wurde Nancy-Ochey Heimat der Mirage IIIE der 3. Escadre de chasse, die im darauffolgenden Monat durch die 2. Jagdstaffel verstärkt wurde.  Die 7. Jagdstaffel verließ 1973 die Basis. Die seit 1974 als Escadron de chasse 3/3 (EC 3/3) bezeichnete 3. Jagdstaffel flog zwischen Juni 1974 und März 1977 die Mirage 5, anschließend bis Mai 1987 zunächst die Jaguar und danach ebenfalls die Mirage IIIE. Die hiesigen Staffeln waren in den 1980er Jahren verschiedentlich in Afrika im Einsatz und 1990/1991 am Golf.
Die Escadron de chasse 2/3 (EC 2/3) rüstete Ende August 1991 auf die Mirage 2000NK2 um, die sie jedoch nur vier Jahre fliegen sollte. Die beiden übrigen Gruppen rüsteten ab März 1994 nacheinander auf die Mirage 2000D um; der Mirage IIIE Flugbetrieb endete im März 1994. Ein Jahr später erhielt auch die 2. Jagdgruppe die D-Version der Mirage 2000 und das 3. Jagdgeschwader wurde im Zuge einer Umorganisation außer Dienst gestellt.
Seit Anfang der 1990er Jahre kamen Nancyer Mirage in Jugoslawien, Afghanistan und erneut in Afrika (Tschad, Libyen) zum Einsatz.
Im Juli 2010 wurde die Umschuleinheit Escadron de transformation 2/7 (ETD 2/7) „Argonne“ neu aufgestellt und im Zuge einer neuerlichen Umorganisation wurde in Nancy im September 2014 das 3. Jagdgeschwader wieder reaktiviert, weshalb die ETD 2/7 2016 in ETD 4/3 umnummeriert wurde. Nach der Außerdienststellung der Mirage 2000C in Orange wurden die dort stationierten Mirage 2000B Trainer im August 2022 zur EC 2/3 überführt.

## Heutige Nutzung

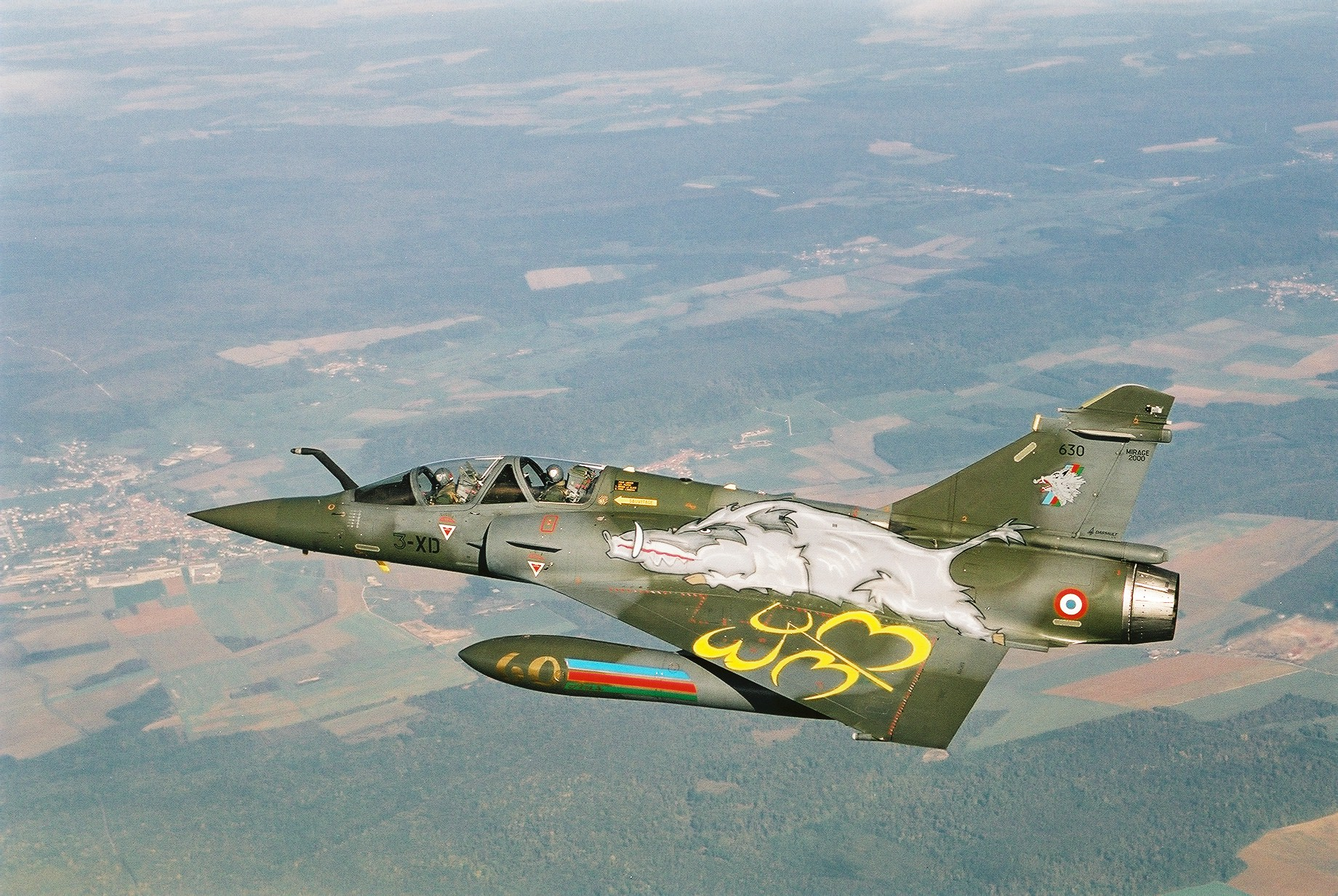
Mirage 2000D, EC 3/3, 2009

Die Basis beherbergt zurzeit (2016) vier Gruppen bzw. Staffeln taktischer Mehrzweckkampfflugzeuge, die seit 2014 dem 3. Jagdgeschwader, 3e escadre de chasse (3e EC), unterstehen.
- EC 1/3 „Navarre“, Jagdgruppe ausgerüstet mit der Mirage 2000D, seit 1994
- EC 2/3 „Champagne“, Jagdgruppe ausgerüstet mit der Mirage 2000D, seit 1995
- EC 3/3 „Ardenne“, Jagdgruppe ausgerüstet mit der Mirage 2000D, seit 1994
- ETD 4/3 „Argonne“, Umschulgruppe ausgerüstet mit der Mirage 2000D, seit 2010 (bis 2016 als ETD 2/7)

Hinzu kommen noch einige nichtfliegende Verbände, z. B. die CFAA, an denen deutsche und französische Forward Air Controller ausgebildet werden.